# Eyalet Bosnië
Het eyalet Bosnië (Osmaans: Eyalet-i Bosna, Bosnisch: Bosanski Pašaluk) was een eyalet van het Ottomaanse Rijk. Het komt grotendeels overeen met het huidige Bosnië-Herzegovina. Voor de Grote Turkse Oorlog omvatte het gebied ook een groot deel van Slavonië, Lika en Dalmatië.

## Geschiedenis
Na de executie van Stjepan Tomašević, de laatste Bosnische koning werd het centrale gedeelte van het koninkrijk omgevormd tot de Sandjak Bosnië. Het hertogdom van de Heilige Sava (Herzegovina) werd er in 1483 bijgevoegd. De Turkenoorlogen bleven eeuwenlang aanslepen en in 1683 was de provincie op zijn grootst. Na het Ottomaanse verlies in de Grote Turkse Oorlog in 1699 werd het gebied van het eyalet verkleind.
Na de Bosnische opstand in 1833 werd het eyalet Herzegovina afgesplitst van het eyalet Bosnië, maar werd er in 1851 opnieuw bijgevoegd. In 1865 werden de bestuurslagen in het Ottomaanse Rijk hervormd en werd de viyalet in het leven geroepen. In 1867 werd Bosnië een van de eerste gebiedsdelen die omgevormd werden tot viyalet (provincie).